# 中国人民解放军海军上海水警区
中国人民解放军海军上海水警区，机关驻地上海市，是中国人民解放军东部战区海军的水警区。

## 沿革

### 附：海军淞沪水警区
1949年5月成立吴淞要塞区，归属淞沪警备司令部。1950年8月18日，原属苏南军区的江阴要塞和原属淞沪警备司令部的吴淞要塞拨归华东军区海军建制领导。1950年9月25日，经地方军委批准，吴淞要塞区改建为华东军区海军吴淞独立水警区，下辖吴淞要塞炮兵团、步兵团各一和江阴要塞、吴淞巡防大队，而江阴要塞炮兵团调出组建为连云港巡防区。（9月28日，华东军区海军命令执行。）同年12月，华东军区海军吴淞独立水警区改称华东军区海军吴淞要塞区，辖炮、步兵团各一。司令员饶守坤、政委萧学林。1951年2月16日，吴淞要塞区江防大队扩编为吴淞水警区，归属吴淞要塞区建制。1951年9月21日，吴淞要塞区吴淞水警区改称吴淞要塞区吴淞水警处。1952年6月8日，吴淞水警处改编成淞沪基地巡逻艇大队。1952年9月16日，吴淞要塞区改称中国人民解放军海军淞沪基地。1954年2月16日，根据地方军委总参1954年2月2日电，淞沪基地改编为中国人民解放军海军淞沪水警区（中国人民解放军37511部队）。司令员叶道友，政委魏天禄。
1969年4月12日，根据地方军委1969年3月18日批复，淞沪水警区与海坛水警区对调防务。海坛水警区（中国人民解放军37515部队）于1964年8月组建，原归海军福建基地建制领导，驻海坛岛（即平潭岛）。两水警区调防仅限司令部、政治部、后勤部机关，其所属战役部队和保障单位不调动。1985年9月，海坛水警区撤销，其所属部队改归上海基地建制。

### 附：海军陈家港巡防区
1952年9月3日，根据总参1952年8月30日电，连云港巡防大队调归海军青岛基地建制领导，并且以其为基础组建中国人民解放军海军连云港巡防区。（9月5日，华东军区海军命令执行。）1953年3月3日，根据地方军委命令，由河南军区调来的海军518团团部到达连云港，并入连云港巡防区。1953年10月1日，青岛基地直属的连云港巡防区改归青岛水警区建制。1967年8月11日，根据总参1967年6月29日批复，组建中国人民解放军海军陈家港巡防区，执行团级权限，归属淞沪水警区建制。（9月25日，东海舰队命令执行。）
1978年7月21日，海军命令撤销连云港巡防区、陈家港巡防区，组建“中国人民解放军海军连云港水警区”，归上海基地建制领导。北海舰队连云港巡防区机关以及所属单位、部队（不包括北海舰队、青岛水警区在连云港的农场）全部移交东海舰队。9月底交接完毕，10月1日起实行新领导关系，1979年1月1日起实行新供应关系。共交接人员1287名（其中干部312名）、62丙护卫艇8艘，50吨登陆艇1艘，车辆42台。（8月12日东海舰队命令执行，9月2日交接完毕，9月3日连云港水警区成立，司令员陈达生，政委田保胜）。1985年，连云港水警区撤销。

### 海军上海保障基地
1949年7月8日，华东军区海军后勤司令部在上海成立，驻武昌路9号。1950年8月20日，华东军区海军司令部、政治部、后勤部等领导机关从南京移驻上海。1955年10月1日，华东军区海军更名为中国人民解放军海军东海舰队，驻水电路。1969年10月18日，东海舰队调防至宁波，同时在上海组建中国人民解放军海军上海基地（中国人民解放军海军37501部队），隶属东海舰队。该部由原淞沪水警区、陈家港巡防区、登陆舰第五支队、护卫舰八大队、修接船管理支队、第411医院等单位组成，该部机关分设司令部、政治部、后勤部。2003年12月编制体制调整，更名为中国人民解放军海军上海保障基地。2012年，海军上海保障基地撤销。

### 海军上海水警区
2012年3月10日，中国人民解放军海军上海水警区成立，隶属中国人民解放军海军东海舰队。海军上海水警区以原猎护舰第一支队等部队为框架，与原海军上海保障基地司政机关整编组建而成。部队分驻江苏省、安徽省、上海市。除负责辖区作战、机动支援作战等任务外，还负责核生化防护、外事保障等任务。

## 历任领导

### 海军上海基地主官
| 海军上海基地司令员 1. 杜彪 少将（1969年10月—？） 2. 沈佩华（1978年12月—1983年） 3. 石涌（1983年8月—1985年） 4. 刘兴文 海军少将（1985年8月—1990年） 5. 刘际潘 海军少将（1990年6月—1991年） 6. 沈滨仪 海军少将（1991年8月—1994年12月） 7. 萧德万 海军少将（1994年12月—1996年8月） 8. 侯月喜 海军少将（1996年8月—2001年12月） 9. 许纪文 海军少将（2001年12月—2003年12月） | 海军上海基地政治委员 1. 高志荣 少将（1969年10月—？，兼任） 2. 康庄 少将（1969年10月—1971年，第二政治委员） 3. 于善孚（1978年12月—1983年） 4. 汪涌（1983年8月—1985年） 5. 刘庆勇 海军少将（1985年8月—1990年1月） 6. 黄璜 海军少将（1990年1月—1992年10月） 7. 倪步锦 海军少将（1992年10月—1994年4月） 8. 毕惠义 海军少将（1994年4月—1995年7月） 9. 凌敬昌 海军少将（1995年7月—1997年12月） 10. 蒋洪运 海军少将（1997年12月—2001年1月） 11. 徐宏俊 海军少将（2001年1月—2002年4月） 12. 朱瑞云 海军少将（2002年4月—2002年12月） 13. 高长清 海军少将（2002年12月—2003年12月） |

### 海军上海保障基地主官
| 海军上海保障基地司令员 1. 许纪文 海军少将（2003年12月—2004年4月） 2. 王德定 海军少将（2004年4月—2009年7月） 3. 徐卫兵 海军少将（2009年7月—2010年） 4. 沈浩 海军少将（2010年—2012年） | 海军上海保障基地政治委员 1. 卫宗沛 海军少将（2003年12月—2006年12月） 2. 张晓天 海军大校（2006年12月—2009年） 3. 金毅 海军大校（2009年—2012年） |

### 海军上海水警区主官
| 海军上海水警区司令员 1. 沈浩 海军少将（2012年3月10日—2012年） 2. 李玉杰 海军少将（2012年9月—2014年） 3. 王永祥 海军少将（2014年—2016年） 4. 王建勋 海军少将（2016年—2020年） | 海军上海水警区政治委员 1. 金毅 海军少将（2012年3月10日—2015年） 2. 纪乐江 海军大校（2015年—） |